# Thadül Yangdül
Mit Thadül Yangdül (tib.: mtha’ 'dul yang'dul), zu dt. „(Lhakhang zur) Pazifierung der Grenz(regionen und) der sich über (die Grenzen) hinaus (erstreckenden Randregionen)“, wird die Konfiguration einer aus dreizehn Lhakhang (= Tempeln) bestehenden Anlage genannt, die zur Zeit des tibetischen Königs Songtsen Sangpo (reg. 620–649) angeblich aufgrund der geomantischen Prüfungen von dessen chinesischer Gemahlin Wengchen auf dem Gebiet des großtibetischen Reiches errichtet wurde.
Ziel dieser Anlage war es, eine dem Buddhismus feindlich gesinnte Dämonin, deren Körper sich über ganz Tibet erstreckte, mit Hilfe dieser auf ihren Gliedmaßen errichteten Lhakhang gleichsam mit Pflöcken festzunageln und dadurch die Einführung des Buddhismus zu ermöglichen.
Das Zentrum der Anlage bildete der Jokhang, der heute im Mittelpunkt des Lhasa Tsuglagkhang steht und das bedeutendste Heiligtum des tibetischen Buddhismus darstellt. Er traf die Dämonin mitten ins Herz. Die umgebenden Tempel lagen in unterschiedlichen Teilen des heutigen Tibet und Bhutan. Zu den bekanntesten und noch heute zu besichtigenden Lhakhang zählen der Jamtin Lhakhang in Kyirong sowie der an der Tsangpo-Route zum heiligen Berge Kailash gelegene Tradün Lhakhang.